# Arrestation citoyenne
Dans le droit pénal de certains pays, une arrestation citoyenne est une arrestation d'un prévenu par de simples citoyens, qui n'ont pas à être policiers. L'arrestation citoyenne est légale dans plusieurs systèmes juridiques.

## Droit par pays

### Australie
En Australie, le pouvoir d'arrestation est accordé par la législation fédérale et d'État; cependant, le pouvoir exact accordé diffère selon le territoire de compétence. Le pouvoir d'arrêter pour une infraction fédérale est accordé par l'article 3Z du Crimes Act 1914. En vertu de la Loi, une personne qui n'est pas un agent de police peut, sans mandat, arrêter une autre personne si elle a des motifs raisonnables de croire que :
- l'autre personne commet ou vient de commettre un acte criminel; et
- la poursuite par sommation contre l'autre personne : n'assurerait pas la comparution de la personne devant un tribunal pour l'infraction; empêcherait la répétition ou la poursuite de l'infraction ou la commission d'une autre infraction; empêcherait la dissimulation, la perte ou la destruction de preuves relatives à l'infraction ;  empêcherait le harcèlement ou l'interférence avec une personne qui peut être tenue de témoigner dans le cadre d'une procédure relative à l'infraction ; empêcherait la fabrication de preuves relatives à l'infraction ; ou ne préserverait pas la sécurité ou le bien-être de la personne.

### Canada
En droit pénal canadien, l'arrestation citoyenne est autorisée par l'article 494 du Code criminel : 

« Arrestation sans mandat par quiconque
494 (1) Toute personne peut arrêter sans mandat :
a) un individu qu’elle trouve en train de commettre un acte criminel;
b) un individu qui, d’après ce qu’elle croit pour des motifs raisonnables :
(i) d’une part, a commis une infraction criminelle,
(ii) d’autre part, est en train de fuir des personnes légalement autorisées à l’arrêter et est immédiatement poursuivi par ces personnes. »

En vertu de cette disposition, l'arrestation citoyenne ne peut viser que deux cas précis : 1) le flagrant délit et 2) la croyance pour des motifs raisonnables qu'un individu fuit des agents de la paix et qu'il est immédiatement poursuivi par ceux-ci à la suite de la commission d'une infraction criminelle.

### États-Unis
Aux États-Unis, un citoyen peut en arrêter un autre sans mandat pour un crime commis en sa présence. Cependant, les crimes pour lesquels cela est autorisé varient selon les États.

### France
En France, l'article 73 du code de procédure pénale est rédigé comme suit:
Dans les cas de crime flagrant ou de délit flagrant puni d'une peine d'emprisonnement, toute personne a qualité pour en appréhender l'auteur et le conduire devant l'officier de police judiciaire le plus proche

## Mythes et idées reçues au sujet de l'arrestation citoyenne
Certains non-juristes pensent que l'arrestation citoyenne n'existe pas et que seuls les policiers peuvent arrêter des prévenus sans exception, tandis que d'autres personnes (souvent issues de mouvements complotistes) croient à tort que l'arrestation citoyenne leur permet d'arrêter n'importe qui pour n'importe quelle raison, y compris des motifs politiques. Dans un article de Radio-Canada relatif au mouvement des citoyens souverains, le directeur des communications de la Sûreté du Québec affirme que « certaines dispositions légales permettent à un citoyen d’en détenir un autre lors de circonstances exceptionnelles. Par exemple, [...] une personne voyant quelqu’un agresser un enfant dans la rue pourrait tenter d’intervenir et détenir l’agresseur le temps que les policiers arrivent sur place. Or, [...] une personne procédant à une arrestation citoyenne sans motif valable s’expose elle-même à des accusations. À partir du moment où je restreins la liberté de quelqu’un, ou que physiquement je la restreins, je peux être en train de commettre une voie de fait ou une séquestration, et ça, ce sont des infractions au Code criminel, explique-t-il ».